# Östra Styran

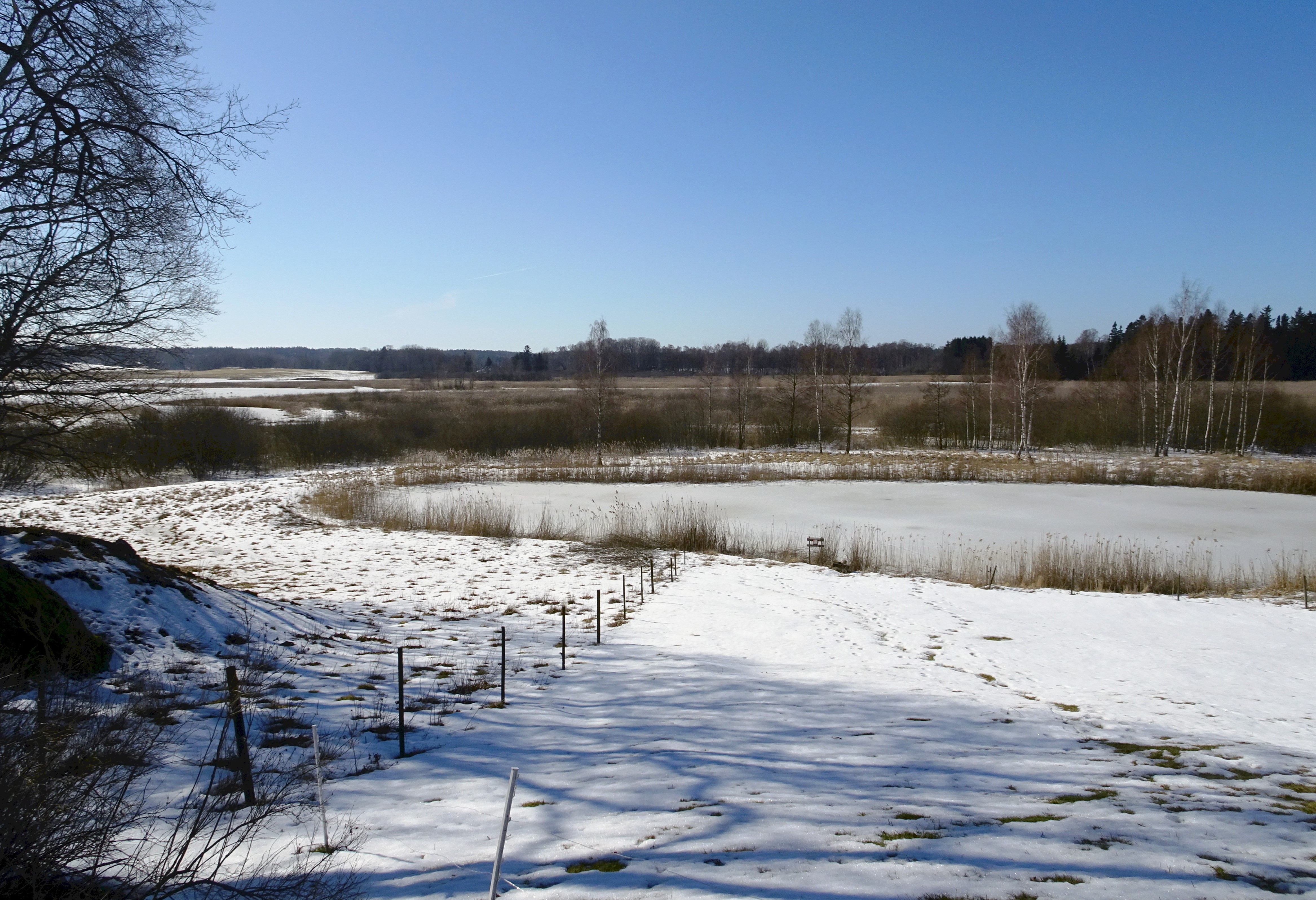
Östra Styrans våtmark, sedd mot väster från Vansta säteri, mars 2018.

Östra Styran är en sjö och våtmark i Ösmo socken, Nynäshamns kommun, Stockholms län.
Sjön var fram till 1870-talet en grund lervattensjö med en yta på cirka 150 hektar och en flack strandprofil belägen öster om och förbunden med den djupare sjön Västra Styran. Sjön utdikades i två etapper under perioden 1870-1890 i syfte att vinna odlingsbar mark för omkringliggande lantbruk. Sänkningsföretagen blev emellertid delvis misslyckade. Endast marginella arealer kunde vinnas tillsammans med begränsade områden för bete. Övervägande delen av området blev impediment. 
Sedan avvattningen av området från 1960-talet och framåt ej längre hölls i stånd återfylldes Östra Styran successivt varvid ett omfattande sjö- och våtmarksområde åter bildades. Samtidigt genomgick växt- och djurlivet en dramatisk utveckling. Antalet fågelarter, varav många hänsynskrävande, sårbara eller sällsynta ökade liksom annat vilt. 
Den ideella Föreningen Östra Styrans våtmarker bildades 1992 med syftet att så långt möjligt återskapa Östra Styran samt att bevara och utveckla områdets natur, kultur och miljövärden. 2013 inleddes i föreningens regi och i samarbete med Nynäshamns kommun ett omfattande restaureringsprojekt som fortfarande pågår med stöd av EU, Jordbruksverket och Länsstyrelsen i Stockholms län.